# Laurent-Pierre de Jussieu
Laurent Pierre De Jussieu (Villeurbanne, 7. veljače 1792. – Passy, 23. veljače 1866.) bio je francuski pisac, geolog i pedagog. Nećak je francuskog botaničara Antoinea Laurenta de Jussieua.
Njegovo djelo Simon de Nantua, ou le marchand forain doživjelo je 15 izdanja i prevedeno je na sedam jezika. Drugo mu je poznato djelo Simpies notions de physique et d'histoire naturelle iz 1857. godine, a značajno je i nekoliko geoloških radova.

## Radovi
- Simon de Nantua. Ur. Louis Colas (1818.)
- Œuvres posthumes de Simon de Nantua, Pariz, 1829. Iste godine je dobilo nagradu Montyon.
- Exposé analytique des méthodes de l'abbé Gaultier, L. Colas et A. Renouard, Paris, (2. izd. 1833., pod naslovom Guide des parents et des maîtres qui enseignent d'après les méthodes de l'abbé Gaultier, Pariz, Renouard)
- Le village de Valdoré, ou Sagesse et prospérité, imité de l'allemand, 1820.
- Antoine et Maurice, Pariz, 1821.
- Histoire de Pierre Giberne, ancien sergent de grenadiers français, ou quinze journées aux Invalides Pariz
- Les petits livres du père Lami, contenant: Premières connaissances, Historiettes morales, Eléments de géographie, Histoire sainte, Histoire de France, Arts et métiers, Pariz, 1830., 1833., 1842., 6 sv.